# Neck and Neck
Neck and Neck är ett album av Chet Atkins och Mark Knopfler, utgivet 1990.
Låten "Poor Boy Blues" vann 1991 en Grammy Award i kategorin "Best Country Collaboration with Vocals", och låten "So Soft Your Goodbye" i kategorin "Best Country Instrumental Performance". Året efter var albumet nominerat för "Best Country & Western Instrumental Performance", men vann då ingen Grammy.
Atkins parodi på Boots Randolphs "Yakety Sax", "Yakety Axe", ursprungligen på albumet More of That Guitar Country, fick här en sångtext och ett nytt arrangemang.

## Låtlista
1. "Poor Boy Blues" (Paul Kennerley) – 4:03
2. "Sweet Dreams" (Don Gibson) – 3:25
3. "There'll Be Some Changes Made" (Billy Higgins, Benton Overstreet) – 6:28
  - Paroditext av Margaret Archer, Chet Atkins och Mark Knopfler
4. "Just One Time" (Gibson) – 4:12
5. "So Soft, Your Goodbye" (Randy Goodrum) – 3:18
6. "Yakety Axe" (Boots Randolph, James Rich) – 3:24
  - Lyrics by Merle Travis
7. "Tears" (Stéphane Grappelli, Django Reinhardt) – 3:54
8. "Tahitian Skies" (Ray Flacke) – 3:18
9. "I'll See You in My Dreams" (Isham Jones, Gus Kahn) – 2:58
10. "The Next Time I'm in Town" (Mark Knopfler) – 3:22

## Medverkande
- Chet Atkins - gitarr, sång
- Mark Knopfler - gitarr, sång
- Floyd Cramer - piano
- Guy Fletcher - bas, trummor, keyboards
- Paul Franklin - dobro, pedal steel guitar, pedabro
- Vince Gill - sång
- Larrie Londin - trummor
- Mark O'Connor - fiddle, mandolin
- Edgar Meyer - bas
- Steve Wariner - gitarr